# マジャロヴォ

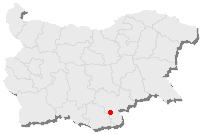
マジャロヴォの位置

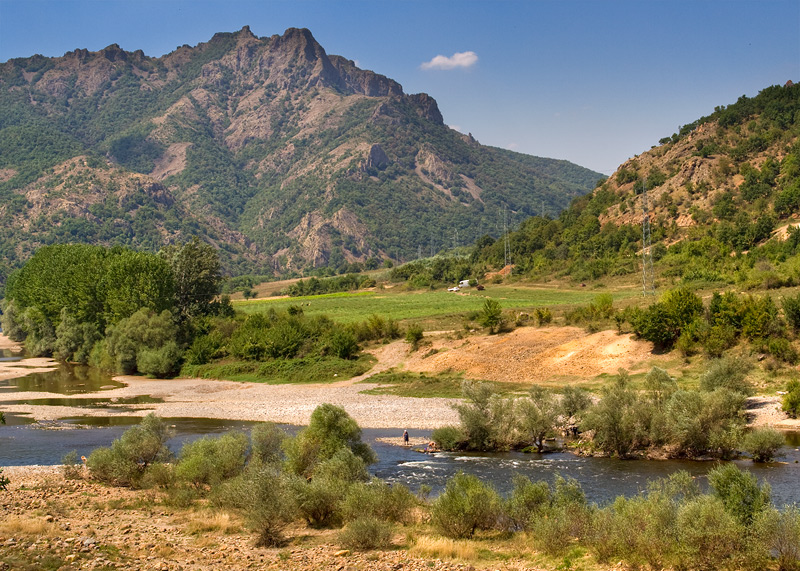
町内の自然

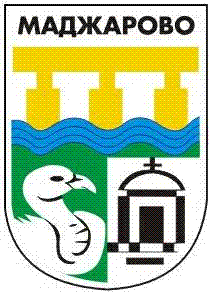
町章

マジャロヴォ（ブルガリア語: Маджарово、[mɐˈd͡ʒarovo]）は、ブルガリアのハスコヴォ州にある町。東ロドピ山脈の山あいの、アルダ川両岸に位置する。人口は590人（2009年12月）で、国内で最も人口の少ない町のひとつである。同名のマジャロヴォ市（基礎自治体、オプシュティナ）の行政の中心地となっている。
ブルガリアで唯一のハゲタカ保護区があり、3つの種が棲息している。
町名は、ブルガリアの革命家ディミタル・マジャロフ（1882年 - 1949年）に由来する。かつてはドゥプニツァ、さらにさかのぼる1912年以前はヤタジク（トルコ語で「狭い寝床」の意味）という地名であった。
南極のアンバース島にあるマジャロヴォ岬は、この町の名前に由来する。